# Burgtheater
Il Burgtheater (teatro di corte o meglio Teatro del "castello" della Corte, ossia dell' (Hof)burg), conosciuto originariamente come K.K. Theater an der Burg, e successivamente, fino al 1920, come K.K. Hofburgtheater, è il teatro nazionale austriaco a Vienna e uno dei più importanti teatri di lingua tedesca del mondo. Viene chiamato "die Burg" dalla popolazione viennese.

## Storia
Il Burgtheater fu fatto edificare dall'imperatrice Maria Teresa d'Austria degli Asburgo da Giuseppe Galli Bibiena allo scopo di avere un teatro adiacente al suo palazzo e fu inaugurato, con il nome di Nuovo Teatro Imperiale Privilegiato, il 14 maggio 1748 con La Semiramide riconosciuta di Christoph Willibald Gluck con Vittoria Tesi ed Angelo Amorevoli. 
Ancora nel 1748 avviene la prima assoluta di Alexander der Grosse in Indien e di Il Siroe di Georg Christoph Wagenseil, La fata meravigliosa di Ignaz Holzbauer e Demetrio di Baldassare Galuppi, nel 1749 L'Olimpiade di Wagenseil ed il successo della prima assoluta di Achille in Sciro di Niccolò Jommelli con la Tesi, nel 1753 di La clemenza di Tito di Andrea Adolfati, nel 1754 di Il tributo di Rispetto e d'Amore di Georg von Reutter, nel 1755 di La gara di Reutter e L'innocenza giustificata di Gluck con Caterina Gabrielli e Gaetano Guadagni, nel 1756 di Il re pastore di Gluck con la Gabrielli, nel 1758 La fausse esclave di Gluck ed Il finto pazzo di Niccolò Piccinni, nel 1760 Issipile di Giuseppe Scarlatti, delle cantate Dove, amata germana, dove corri sì lieta?, Complimento per il giorno onomastico dell'imperatore d'Austria, Apprendesti, o germana, Complimento per il giorno onomastico dell'imperatrice d'Austria e della festa teatrale Alcide al bivio di Johann Adolf Hasse diretta da Gluck con la Gabrielli e Tetide di Gluck con la Gabrielli e Gasparo Angiolini, nel 1761 il successo di Armida di Tommaso Traetta con la Gabrielli e Don Juan e Le cadi dupé di Gluck, Prometeo assoluto di Wagenseil, Il trionfo di Clelia di Hasse con Guadagni ed Orphée et Euridice con Guadagni nel 1762, nel 1764 il successo di La rencontre imprévue di Gluck, Egeria di Hasse con Guadagni ed Alessandro di Gluck, nel 1765 Telemaco con Guadagni, Semiramis di Gluck e Gli stravaganti di Giuseppe Scarlatti, nel 1766 Aurelius oder Der Wettstreit der Grossmut di Cornelius Hermann von Ayrenhoff, nel 1767 L'amore artigiano di Florian Leopold Gassmann, Partenope di Hasse con Venanzio Rauzzini, L'apothéose d'Hercule di Jean-Georges Noverre, Alceste con Antonia Bernasconi, Pyramus und Thisbe di Josef Starzer e Les petits riens di Gluck, nel 1768 La notte critica di Gassmann, nel 1770 Le donne letterate di Antonio Salieri e Parid und Helena di Gluck con Giuseppe Millico, nel 1771 Armida, nel 1772 La fiera di Venezia di Salieri, Il barone di Rocca Antica, I rovinati di Gassmann, La diavolessa di Josef Bárta e La secchia rapita, nel 1773 Vénus et Adonis, Divertissement, Soliman II e L'union des bergères di Noverre, Die Vestalin, Adele de Ponthieu, Die italienische Schaefer e La joie interrompue di Starzer, La casa di campagna di Gassmann e La locandiera di Salieri, nel 1774 La calamita de' cuori di Salieri, L'orfano della China di André-Ernest-Modeste Grétry ed Il geloso in cimento di Pasquale Anfossi e nel 1775 Le roi et le fermier e Motezuma di Starzer e La finta scema di Salieri. Il figlio di Maria Teresa, imperatore Giuseppe II lo chiamò il "teatro nazionale tedesco" nel 1776.
Tre opere di Wolfgang Amadeus Mozart furono rappresentate per la prima volta al Burgtheater: Il ratto dal serraglio nel 1782, Le nozze di Figaro nel 1786 e Così fan tutte nel 1790. A partire dal 1794, il teatro venne chiamato "K.K. Hoftheater nächst der Burg".
Il 14 ottobre 1888 venne spostato in un nuovo edificio sulla Ringstraße disegnato da Gottfried Semper e Karl von Hasenauer (ma già dal 1860, con la creazione del Ring si pensò a una nuova sede).
Il 12 marzo 1945 il Burgtheater venne quasi completamente distrutto in un raid aereo e, un mese più tardi, il 12 aprile, venne ulteriormente danneggiato da un incendio dalle origini sconosciute.
È stato ricostruito con le sembianze originarie tra il 1953 e il 1955.
Grazie alle molte prime di drammi scritti da Thomas Bernhard, Elfriede Jelinek, Peter Handke, Peter Turrini e George Tabori, il direttore del teatro Claus Peymann è riuscito ad affermare la reputazione del Burgtheater come uno dei teatri europei più all'avanguardia.

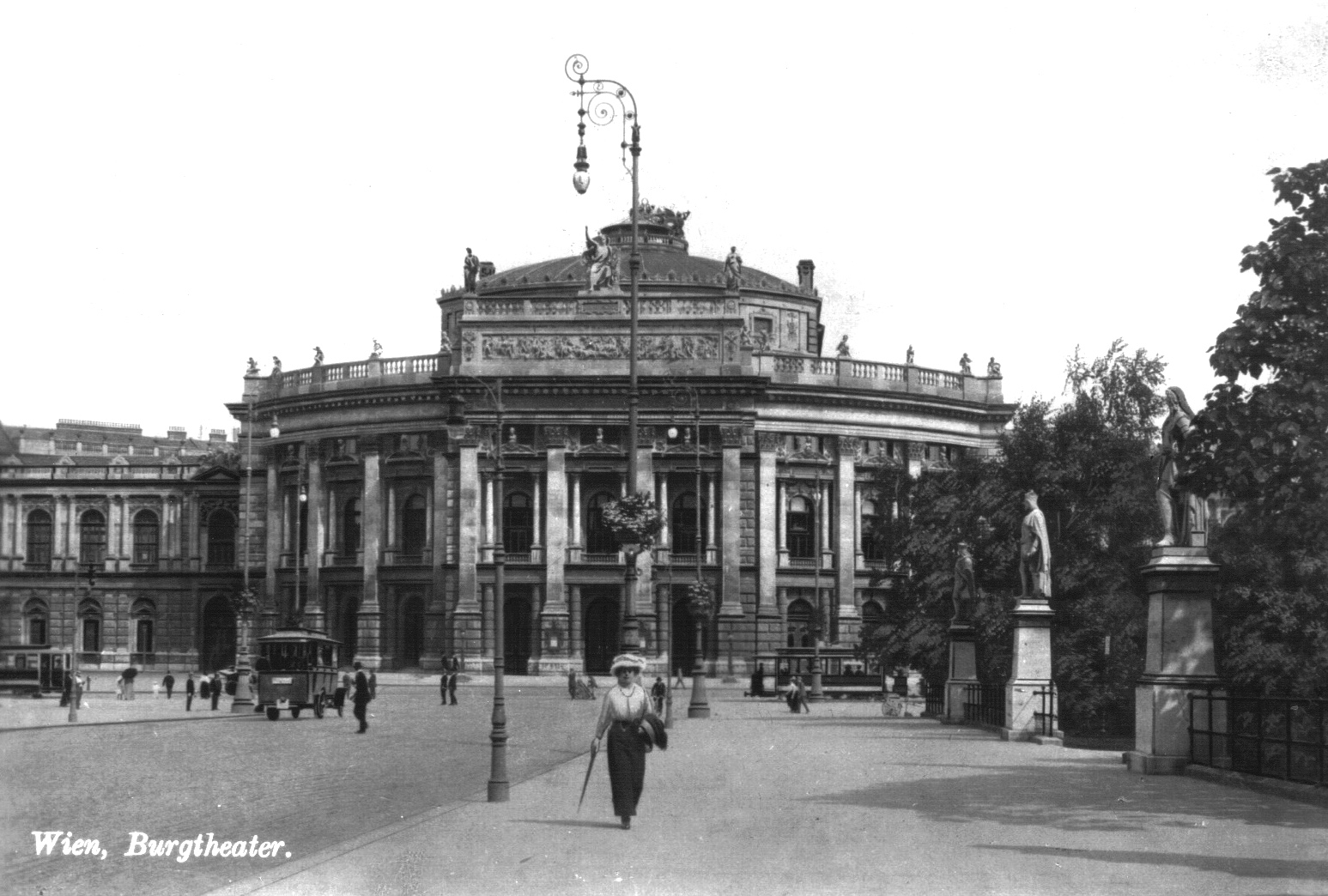
L'edificio originario

## Direttori
- Rudolf von Wrbna und Freudenthal (1806-1823)
- Joseph Schreyvogel (1823-1832)
- Heinrich Laube (1849-1867)
- Max Burckhard (1890-1898)
- Hermann Röbbeling (1932-1938)
- Mirko Jelusich (1938)
- Lothar Müthel (1939-1945)
- Raoul Aslan (1945-1948)
- Josef Gielen (1948-1954)
- Adolf Rott (1954-1959)
- Ernst Haeussermann (1959-1968)
- Paul Hoffmann (1968-1971)
- Gerhard Klingenberg (1971-1976)
- Achim Benning (1976-1986)
- Claus Peymann (1986-1999)
- Klaus Bachler (dal 1999)

## Attori fissi

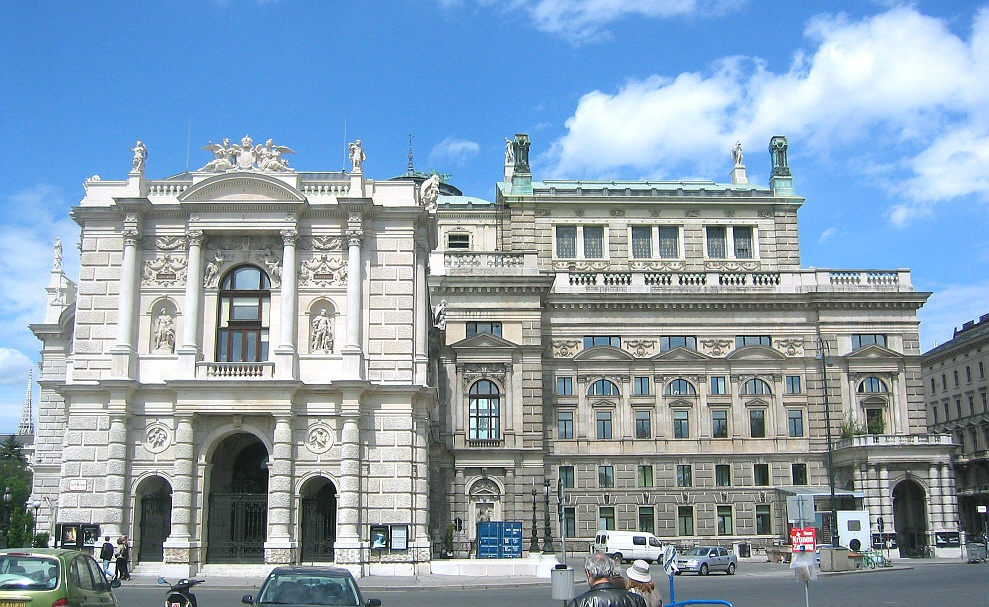
Vista laterale del teatro

Tra i più conosciuti dei 120 membri dell'ensemble ci sono: Sven-Eric Bechtolf, Klaus Maria Brandauer, Kirsten Dene, Andrea Clausen, Bruno Ganz, Karlheinz Hackl, Robert Meyer, Gertraud Jesserer, Ignaz Kirchner, Jutta Lampe, Susanne Lothar, Michael Maertens, Tamara Metelka, Birgit Minichmayr, Petra Morzé, Nicholas Ofczarek, Hedwig Pistorius, Elisabeth Orth, Martin Schwab, Peter Simonischek, Ulrich Tukur, Gert Voss, Gusti Wolf, e Heinz Zuber.
Alcuni celebri ex-membri dell'ensemble sono Max Devrient, Philipp Hochmair, Josef Kainz, Josef Lewinsky, Joseph Schreyvogel, Adolf von Sonnenthal, Charlotte Wolter, Ludwig Gabillon, Zerline Gabillon, Attila Hörbiger, Friedrich Mitterwurzer, Paula Wessely, Paul Hörbiger, e Fritz Muliar. Alcuni attori diventano membri d'onore, e i loro nomi sono incisi nel marmo al fondo delle scale cerimoniali del teatro, come Annemarie Düringer, Wolfgang Gasser, Heinrich Schweiger, Gusti Wolf, e Michael Heltau.